# Seichterbach
Der Seichterbach ist ein gewöhnlich weniger als 21⁄2 km langer Bach im Stadtgebiet von Buchen (Odenwald) im baden-württembergischen Neckar-Odenwald-Kreis, der etwa zwei Kilometer südsüdöstlich und flussaufwärts des Buchener Dorfes Hettigenbeuern von rechts und Osten in die Morre mündet.

## Geographie

### Verlauf
Der Seichterbach entsteht meist auf etwa 368 m ü. NHN rund 3,5 km nordwestlich des Buchener Dorfes Hainstadt in geschlossenem Wald zwischen dem Nordostabhang des Welschebergs auf der einen Seite und der über dem gegenüberliegenden rechten Hang verlaufenden L 3968 Hainstadt–Walldürn-Großhornbach. Das Bachbett setzt sich bergwärts nach Südosten in Richtung Hainstadt noch ein langes Stück fort, hat aber dort nur episodisch Durchfluss.
Der Bach fließt anfangs nordwestwärts und wendet sich dann langsam auf westsüdwestlichen Lauf. Seinen nördlichsten Punkt erreicht er etwa 0,7 km nach seinem gewöhnlichen Ursprung, dort fließt gegenüber einer Lichtungswiese vor dem Fuß des Welschebergs am linken Ufer von Norden her ein zweiter Quellast zu, der nur etwa 0,4 km lang ist und am Rand des Waldes zum Flurgewann Seichtern in der Gemarkung der Stadt Walldürn entsteht, die dort nur kurz bis ans rechte Ufer reicht. Dieser ebenfalls Seichterbach genannte Oberlauf hat mit nur etwa 1,0 km² auch ein deutlich kleineres Einzugsgebiet als der Hauptstrang-Oberlauf aus dem Südosten.
Danach läuft der Seichterbach zwischen dem Seichterberg rechts und dem Welscheberg links, zunächst noch im Wald, bis dann einen halben Kilometer vor dem Übertritt ins Morretal der Talgrund sich zu einer Wiesenaue zu öffnen beginnt, in der sich der Bach meist von einer Gehölzgalerie begleitet westsüdwestwärts schlängelt. An deren Ende unterquert er die am rechten Rand des Morretals verlaufende K 3915 Buchen–Hettigenbeuern bei einer Kapelle am Straßenrand. Seine letzten 200 Meter über die Aue der Morre fließt der Seichterbach in einem schnurgeraden, fast kahlen Graben, bis er auf etwa 239 m ü. NHN von rechts in diese einfließt.
Der Seichterbach mündet nach 2,3 km langem Lauf mit mittlerem Sohlgefälle von etwa 57 ‰ rund 129 Höhenmeter unterhalb seines gewöhnlichen Ursprungs.

### Einzugsgebiet
Der Seichterbach hat ein 4,3 km² großes Einzugsgebiet im Naturraum des Buntsandstein-Odenwaldes, es liegt überwiegend in dessen Unterraum Winterhauch, zum geringeren Teil mündungsnah im Unterraum Mudtal, der auch Teile der Oberlauftäler der Mud umfasst. Das Gebiet ist überwiegend bewaldet, im südöstlichen Bereich gibt es kleinere, im nördlichen nahe des aber außerhalb gelegenen Walldürner Dorfes Großhornbach etwas größere Anteile mit offener Flur mit Wiesen und Äckern.
Das Gebiet ist völlig unbesiedelt, weniger als ein Viertel davon liegt auf Walldürner, der Rest auf Buchener Grund. Sein höchster Puinkt auf dem Welscheberg an der südlichen Wasserscheide erreicht nicht ganz 450 m ü. NHN. Jenseits dieser grenzt auf ihrem westlichen Abschnitt unmittelbares Einzugsgebiet der Morre an, auf ihrem östlichen dasjenige von deren aufwärtigem Zufluss Hainsterbach. Die lange nordöstlichen Wasserscheide verläuft auf ganzer Länge gegen den Marsbach, den dort von der Scheide her nur zwei wenig bedeutende Zuflüsse erreichen. Hinter der kürzeren nordwestlichen erreicht der Abfluss dann wieder die nunmehr abwärtige Morre, auf einem nur kleinen Abschnitt auch über das Hornbächle in Hettigenbeuern.

### Flusssystem
- Fließgewässer im Flusssystem Billbach

## Geologie
Im Untergrund des Einzugsgebietes liegt überall Buntsandstein, meist der Obere und nur in der Untertalmulde etwas nach dem Richtungsschwenk der Mittlere Buntsandstein. Die teils trockenfallenden beiden oberen Bachläufe wie der Unterlauf sind von einem Schwemmlandband begleitet. Am Eintritt ins Morretal hat der Seichterbach einen kleinen Schwemmfächer abgelagert. An nur wenigen höheren Stellen überlagert Lösssediment aus dem Quartär den Buntsandstein, während an den Flanken des Untertals weithin Hangschutt liegt. Dort quert ungefähr an der Schichtgrenze von Oberem zu Mittlerem Buntsandstein eine rheinisch (von Nordnordost nach Südsüdwest) streichende Störung das Tal.

## Natur und Schutzgebiete
Der Bachlauf des Seichterbachs ist bis zu sechs Meter breit, schlängelt sich leicht und hat steiniges bis sandiges Sediment, teilweise liegen auch größere Blöcke im Lauf. Der Bach hat kleine Abstürze in Gumpen hinab, an manchen Stellen hat er Schotterinseln aufgehäuft. Das Gefälle ist mäßig, der Durchfluss meist nicht schnell. Die Wasserführung schwankt übers Jahr stark, bergwärts haben die beiden Quelläste Abschnitte mit nur episodischer Wasserführung. Am Mittellauf ist der Bach klingenartig ins Gelände eingeschnitten.
Der nur kleine Anteil am Morretal liegt im Landschaftsschutzgebiet Morretal, das Gebiet insgesamt im Naturpark Neckartal-Odenwald.

### LUBW
Amtliche Online-Gewässerkarte mit passendem Ausschnitt und den hier benutzten Layern: Lauf und Einzugsgebiet des Seichterbachs

Allgemeiner Einstieg ohne Voreinstellungen und Layer: Daten- und Kartendienst der Landesanstalt für Umwelt Baden-Württemberg (LUBW) (Hinweise)
1. 1 2 3 4  Höhe nach dem Höhenlinienbild auf dem Hintergrundlayer Topographische Karte.
2. ↑  Länge nach dem Layer Gewässernetz (AWGN).
3. ↑  Einzugsgebiet nach dem Layer Basiseinzugsgebiet (AWGN).
4. ↑  Länge abgemessen auf dem Hintergrundlayer Topographische Karte.
5. ↑  Einzugsgebiet abgemessen auf dem Hintergrundlayer Topographische Karte.
6. ↑  Schutzgebiete nach den einschlägigen Layern, Natur teilweise nach dem Layer Geschützte Biotope.

### Andere Belege
1. ↑  Otto Klausing: Geographische Landesaufnahme: Die naturräumlichen Einheiten auf Blatt 151 Darmstadt. Bundesanstalt für Landeskunde, Bad Godesberg 1967. → Online-Karte (PDF; 4,3 MB)
2. ↑  Geologie nach den Layern zu Geologische Karte 1:50.000 auf: Mapserver des Landesamtes für Geologie, Rohstoffe und Bergbau (LGRB) (Hinweise)